# Кирилово (област Стара Загора)
 За другото българско село с име Кирилово вижте Кирилово (Област Ямбол).  
Кѝрилово е село в Южна България, община Стара Загора, област Стара Загора.

## География
Село Кирилово се намира на около 10 km югозападно от областния и общински център Стара Загора и 25 km североизточно от град Чирпан. Разположено е в южното подножие на Сърнена Средна гора при прехода към Старозагорското поле на Горнотракийската низина. Надморската височина в центъра на селото е около 286 m и нараства на север до около 310 – 330 m при преобладаващ наклон на терена на югоизток. Климатът е преходно-континентален; преобладават канелени и лесивирани почви, рендзини.
Общински път през село Кирилово води на изток до връзка в село Богомилово с второкласния републикански път II-66 и по него на североизток към Стара Загора, а на запад след разклон води към селата Могилово, Елхово и други.
Землището на село Кирилово граничи със землищата на: село Лясково на запад и север; село Малка Верея на североизток; село Богомилово на изток; село Християново на югоизток; село Ракитница на юг и югозапад.
Землищната граница на село Кирилово със село Лясково в частта ѝ на запад и северозапад минава по река Банянска (Банска). която се слива с река Чаталка и двете образуват река Ракитница.
В землището на Кирилово има 3 микроязовира.
Етническият състав на населението на село Кирилово по численост и дял на етническите групи според преброяването през 2011 г. е:
| Етнически групи     | Численост | Дял (в %) |
| Общо                | 658       | 100       |
| Българи             | 597       | 90,73     |
| Турци               | 12        | 1,82      |
| Цигани              | 32        | 4,86      |
| Други               | ...       | ...       |
| Не се самоопределят | ...       | ...       |
| Не отговорили       | 10        | 1,52      |

Числеността на населението на село Кирилово по данните от преброяванията от 1934 г. насам се променя както следва:
| \| Година на преброяване \| Численост \| \| --------------------- \| --------- \| \| 1934 \| 1618 \| \| 1946 \| 1602 \| \| 1956 \| 1445 \| \| 1965 \| 1357 \| \| 1975 \| 1152 \| \| 1985 \| 971 \| \| 1992 \| 880 \| \| 2001 \| 770 \| \| 2011 \| 658 \| \| 2021 \| 722 \| |           |
| Година на преброяване | Численост |
| 1934 | 1618      |
| 1946 | 1602      |
| 1956 | 1445      |
| 1965 | 1357      |
| 1975 | 1152      |
| 1985 | 971       |
| 1992 | 880       |
| 2001 | 770       |
| 2011 | 658       |
| 2021 | 722       |

## История
След Руско-турската война 1877 – 1878 г. по Берлинския договор 1878 г. селото – тогава с име Ашик сенеклии, остава в Източна Румелия; присъединено е към България след Съединението 1885 г. Селото с име Ашик сенеклии е преименувано на: Свети Кирилово през 1893 г.; Кирилметодиево през 1951 г. и Кирилово през 1971 г.
В центъра на Кирилово се намира една от най-големите селищни могили (II хилядолетие пр.н.е.). Върху нея е била издигната тракийска крепост. Намерени са много мраморни оброчни плочки, което показва, че е имало и тракийско светилище. Селото се споменава под името Ашък синекли (((tr)) aşık sinekli) в османотурски регистри от 18 век (1756 г.).
Според турски документ, „в село Ашик Сенеклии, Ески Заарска кааза в 1858 г. има 40 къщи“.
През Руско-турската война селото е изгорено и голяма част от жителите – над 300 души мъже, жени и деца, са избити.
Мъже от селото участват в: Балканската война – 10 са загинали; Междусъюзническата война – 5 са загинали и Първата световна война – 26 са загинали. В центъра на селото е изграден паметник в чест на загиналите в тези войни.
Училище (първоначално) в село Ашик сенеклии (Кирилово) има от 1849 г. Първият учител е бил Манол от град Чирпан. През 1872 – 1873 г. е построена училищна сграда, а през 1929 – 1935 г. училището се премества в нова сграда, построена от жителите на селото. От 1921 г. то е основно училище „Христо Ботев“, з от 2000 г. – Частно средно общообразователно училище (ЧСОУ) „Нов век“.
Църквата „Св. св. Кирил и Методий“ в селото е построена през 1889 – 1890 г.
Читалище „Изгрев“ е основано през 1920 г. (по уточнени данни – 1921 г.) към кредитна кооперация „Извор“, а през 1926 г. се отделя от нея. Първоначално читалището се помещава в сградата на старото училище, а през 1965 г. се премества в нова сграда. През 2009 г. на законово основание към наименованието му е добавена годината на неговото първоначално създаване и то става „Изгрев-1921“.
Според друг източник – Информационната система на държавните архиви, архив Стара Загора, читалище „Изгрев“ се създава на 26 януари 1926 г. по инициатива на кооперация „Изгрев“ в село Свети Кирилово, като негови членове – основатели са 30 работещи в кооперацията. Читалището се преосновава на 11 март 1928 г., вече като Народно читалище със същото наименование. Негови учредители са учителите от началното училище и жители на селото.
Трудово кооперативно земеделско стопанство (ТКЗС) в село Кирилово е създадено в изпълнение на Закона за ТКЗС от 1945 г. с цел кооперативно обработване на земята, отглеждане на животни и използване на селскостопанския инвентар. Процесът на масово коопериране завършва през 1957 – 1958 г. През 1959 г. е създадено Обединено трудово кооперативно земеделско стопанство (ОТКЗС) с център село Кирилметодиево (Кирилово), в чийто състав влизат ТКЗС от селата Кирилово, Слъдък кладенец, Елхово и Руда. От 1971 г. ОТКЗС село Кирилово е в състава на АПК „Загоре“ Стара Загора. След закриване на АПК през 1990 г. то се преобразува в ТКЗС „Христо Ботев“. Въз основа на Закон за собствеността и ползването на земеделските земи (ЗСПЗЗ) се обявява в ликвидация през 1992 г. Със заповед на Областния управител се назначава ликвидационен съвет, чиято задача е разпределение на кооперативното имущество. С влизане в сила на изменението и допълнението на ЗСПЗЗ от 16 май 1995 г. се прекратява дейността на ликвидационните съвети и се свиква Общо събрание на правоимащите, които избират комисия за доразпределяне имуществото на ТКЗС.

## Религии
В Кирилово се изповядва предимно православно християнство.

## Обществени институции
Село Кирилово към 2025 г. е център на кметство Кирилово.
В село Кирилово към 2025 г. има:
- действащо читалище „Изгрев-1921 г.“;[19][20]
- действащо Частно средно училище „Нов век“ ЕООД;[21]
- православна църква „Св. св. Кирил и Методий“;[22]
- пощенска станция.[23]

## Културни и природни забележителности
- Войнишки паметник, в памет на загиналите през войните за национално обединение 1912 – 1918 г. Издигнат 1991 по проект на кириловеца Иван Маджаров.
- Партизански паметник, посветен на участниците в съпротивителното движение 1941 – 1944 г., родом от Кирилово.
- Братска могила на разкритата през март 1942 група с предводител Георги Гърбачев. При последвалото сражение самият Гърбачев и повечето от съратниците му загиват.
- Село Кирилово попада в обхвата на Защитената зона по директивата за местообитанията „Чирпански възвишения“.[24][25]

## Редовни събития
- 24 май, денят на българската писменост, е съборът на село Кирилово.
- От 2013 в началото на месец юни се провежда „Празник на черешата“.

## Личности
- Игнат Колев (р. 1932), български офицер, генерал-майор от Държавна сигурност
- Руси Гърбачев (р. 1930), български офицер, генерал-майор